# Feuertheater (André Heller)
Das Feuertheater war ein von André Heller konzipiertes Musikfeuerwerk, das 1983 in Lissabon und 1984 in Berlin stattfand. Dabei wurde ein Feuerwerk mit klassischer Musik unterlegt. Das Feuerwerk bestand aus statischen und bewegten Feuerbildern, die aus Bodenfeuerwerk an speziell gefertigten Rahmen gebildet wurden. Die klassische Musik – gängige Repertoire-Stücke und Auftragskompositionen – wurde „vom Band“ über Lautsprecher zugespielt. In Lissabon wurde das Feuerwerk (portugiesisch Teatro de Fogo) über dem Tejo abgefeuert, die Zuschauer standen auf dem Praça do Comércio. Beim Berliner Feuertheater mit Klangwolke waren eine halbe Million Zuschauer vor dem Reichstagsgebäude versammelt.

## Theater des Feuers in Lissabon
Schon als Kind habe sich Heller beim Anblick eines Feuerwerks gefragt, ob man damit nicht „eine Geschichte erzählen“ und sie mit Musik kombinieren könne. 1983 wollte er in Lissabon „die Entstehungsgeschichte der Menschheit erzähl[en]“. Dabei half ein Empfehlungsschreiben von Bruno Kreisky. Das Feuerwerk fand im Rahmen einer Europarat-Ausstellung statt, die dem Thema „Portugal und dem Zeitalter der Entdeckungen“ galt.
Hellers Theater des Feuers („Teatro de Fogo“) fand am 11. Juni 1983 statt, in der Nacht vom Samstag auf Sonntag. Zu den Mitwirkenden zählte die Feuerwerker-Dynastie Ruggieri und der Bühnenbildner Georg Resetschnig, der schon Hellers Varieté Flic Flac mitgestaltet hatte. Auf dem Tejo im Hafenbecken von Lissabon lagen im Abstand von 150 Metern zum Ufer drei miteinander verbundene Lastkähne, auf denen 30 Meter hohe Stahlrohrgerüste standen, mit einer Breite von 160 Metern über die Kähne hinweg. Am Stahlgerüst befanden sich mit Feuerwerk bestückte Holzrahmen, insgesamt 25.000 Knall- und Leuchtkörper mit einem Gesamtgewicht von 11 Tonnen. Die Zuschauer sahen das Spektakel mit einer Dauer von 45 Minuten vom Praça do Comércio aus. Synchron zum Feuerwerk wurde Musik vom Band abgespielt, unter anderem Werke von Händel.
Allein die Kosten des Feuerwerks lagen bei 700.000 DM, die Gesamtkosten des Events bei 1,5 Millionen DM. Eintrittsgelder wurden nicht erhoben. Ermöglicht wurde das durch zwei Sponsoren, zusätzlich bürgte Heller mit seinem Privatvermögen. Das portugiesische Fernsehen sendete live, daneben filmten Kamerateams des österreichischen und bayerischen Fernsehens (Regie: Gérard Vandenberg).

## Feuertheater in Berlin

### Entstehung
In Berlin wollte Heller „ein Plädoyer für die Fantasie und gegen den Krieg inszenieren“. Durch das Arrangement vor historisch aufgeladener Kulisse habe er Assoziationen an den Reichstagsbrand, an Krieg oder nationalsozialistische Massenversammlungen wecken können.
Heller habe mit dem Feuertheater unter anderem jungen Leuten, die in der Regel andere Musik zu hören gewöhnt seien, klassische Musik nahebringen wollen. Er ging davon aus, dass manche Zuschauer zum ersten Mal in ihrem Leben eine solche Musik hörten. Das sei ihm bedeutsam, doch ob die Zuschauer „alle seine Botschaften entschlüsseln konnten“, sei ihm, so Regina Kusch, weniger wichtig gewesen.

### Feuerwerk
Der Berliner Sommernachtstraum 1984, gezielt für die Sommerpause von Kunst und Kultur eingerichtet, gab Hellers Feuertheater jenen organisatorischen Rahmen, in dem auch der Düsseldorfer Laser-Spezialist Horst Baumann wenige Wochen später – am 18. August – im Berliner Strandbad Wannsee seine Laser-Show präsentierte. Das Nachrichtenmagazin Der Spiegel sprach in diesen Zusammenhängen von Sky Art. Hellers Feuertheater mit Klangwolke fand am Abend des 7. Juli 1984 vor dem Reichstagsgebäude statt.
Auf das Berliner Feuertheater warf die Journalistin Regina Kusch anlässlich des 25. Jahrestages im Deutschlandfunk einen Blick zurück. Sie zitierte Heller, der einen „Augenblick mit einem Hauch von Ewigkeit“ habe entstehen lassen wollen und sich damit einen Kindheitstraum erfüllte. Ein Team aus 250 Pyrotechnikern habe für das Feuertheater 15 Tonnen Feuerwerkskörper und pyrotechnische Gegenstände nach einem „ausgeklügelten Plan“ so arrangiert, dass nacheinander zehn große Bilder entstanden, „zusammengesetzt aus 150 Segmenten“. Insgesamt seien „30.000 pulvergefüllte Pappröllchen“ eingesetzt worden. Die Berliner Abendschau berichtete anlässlich ihres 50-jährigen Bestehens im Juli 2008 über „elf Tonnen Feuerwerkskörper und 4000 Raketen“. Um zusätzliche Effekte zu erzielen, ließ Heller die Bäume auf dem Platz der Republik mit Spiegeln präparieren. Auf seiner Website stellt er einige Fotos aus Lissabon und Berlin vor.
In Berlin zog das Feuertheater 500.000 Zuschauer an, laut Tagesspiegel je zur Hälfte zahlende und „Zaungäste“. Die Wochenzeitung der Freitag erwähnte Polizeiangaben, in denen ebenfalls „von einer halben Million Schaulustiger“ die Rede war. Weil 60.000 auswärtige Besucher nach Berlin kamen, habe allein die Fluggesellschaft Pan Am zusätzlich 28 Flüge zum Flughafen Tegel einsetzen müssen. Heller selbst spricht auf seiner Website von mehr als einer Million Zuschauern, was sich wohl eher auf das Feuertheater in Lissabon bezieht, denn dort fanden sich laut Spiegel Kultur rund 900.000 Zuschauer ein.
Den Veranstaltungsort hatte Heller mit Bedacht gewählt. Insofern gab es in Ost-Berlin einige „Aufregung“ mit der Folge, dass die Ost-Berliner durch weiträumige Absperrungen ferngehalten wurden.

„... natürlich hatte der Eventkünstler den Ort an der Grenze zwischen Ost und West nicht zufällig gewählt. Es sei ein magischer Platz, fand er, mit einem Fluch beladen. Um ihn zu bannen, ließ Heller – in einem flammenden Finale zu Händels Messias – Picassos Friedenstaube in den Himmel aufsteigen.“

Offiziell habe es geheißen, die Absperrungen auf Ostberliner Seite seien aus Brandschutzgründen erfolgt.
Ein Angebot von Mama Concerts, die das Feuertheater auf der Trabrennbahn Daglfing wiederholen wollten, habe Heller trotz eines angebotenen Honorars in Höhe von einer Million Mark ausgeschlagen, was ihm nach eigenem Bekunden Jahre zuvor nicht gelungen wäre.

### Musik und andere akustische Begleitung
In Berlin war das Feuerspektakel mit klassischer Musik unterlegt. Diese akustische Untermalung nannte Heller Klangwolke. Er verwendete dabei unter anderem: 
- Händel: Ouvertüre zur Feuerwerksmusik und das Halleluja aus Messiah
- Beethoven: Vertonung von Schillers Gedicht An die Freude aus der 9. Sinfonie
- Mussorgski: Klavierzyklus Bilder einer Ausstellung
- Strawinsky: Finale aus dem Feuervogel sowie Le Sacre du printemps und Finale der Ballettsuite
- Orff: Blanziflor et Helena und Fortuna Imperatrix Mundi aus Carmina Burana[12]

Walter Haupt komponierte eigens für diese Veranstaltung eine Feuertheater-Entrada. Die Klangwolke wurde mit 136 Lautsprechern übertragen. Die Herkunft des Begriffs lässt sich nicht klären; er wird jedoch weiterhin verwendet, beispielsweise für die seit 1979 inszenierte Linzer Klangwolke, für die Haupt als Erfinder gilt.
1984 erschien unter dem Label His Master’s Voice bei EMI Electrola eine Schallplatte mit den musikalischen Höhepunkten des Feuertheaters vor dem Reichstag.
Neben der Musik gab es eine weitere akustische Darbietung, ebenfalls vom Band. Therese Giehse trug als Interpretin der Werke von Bertolt Brecht eines seiner Gedichte vor. Das sei, so Heller anlässlich eines Interviews bei Elfriede Jelinek, der für ihn „eindrucksvollste Moment in Berlin“ gewesen, „als zehn Minuten lang Ruhe herrschte, keine Musik, kein Feuer, gar nichts, nur dieses Gedicht und im Hintergrund das Glühen der Städte.“ Vorgetragen wurde Brechts Antikriegsgedicht An meine Landsleute, das er, so Wolfgang Werth, dem „drei Wochen zuvor gekürten Präsidenten der neuen, provisorischen Republik“ Wilhelm Pieck in der Erwartung gewidmet hatte, dieser werde „die Landsleute wirksam zu der strikt pazifistischen Haltung ermahnen“.

## Rezeption
Das Portal dctp.tv stellt kurze Originalfilmaufnahmen der beiden Kameramänner Günther Hörmann und Thomas Mauch zur Verfügung. Das Feuertheater sei ein „sensationeller Erfolg“ gewesen. Der Tagesspiegel bezeichnete das Feuertheater in einem Rückblick 2009 als „eine großartige Veranstaltung“. Ungeachtet aller Zuschauerbegeisterung gab es auch harte Kritik.
„Religiöser Schmock, Endzeit-Gaukler oder Hof-Feuerwerker?“ Eine Woche vor Beginn des Feuertheaters in Berlin bezeichnete Fritz Rumler vom Spiegel Heller als „exzentrische[n] Paradiesvogel“, der „mit Raketen und bengalischem Blendwerk die Nacht zum Tage“ mache. Während er in Lissabon noch selbst habe bürgen müssen, sollte er laut Rumler in Berlin bei einer Gage von 50.000 Mark mit einem „tiefensymbolischen Pyrodrama“ das „Sommerloch füllen helfen“. Andre Heller sei „auf dem Weg zum Apostel, wenn nicht zum Heiland selbst“. Und schließlich: „Der ›kleine Judenjunge mit der langen Nase‹ (Heller), wollte einst ›mit einem Riesenschwung berühmt werden‹. Das ist er, aber wer ist er?“
Zwei Jahre später nannte ihn der Spiegel unter dem Titel Verzweifelter Narziß mit scheinbarem Tippfehler doch gewiss nicht unbedacht einen „Schlawiener“ und übte harsche Kritik an Heller und seinen Projekten. „Bunte Ballons über Europas Großstädten“ würden für Österreichs Tourismus werben, in Venedig sei bei dem „Luftspuk“ nur knapp eine Blamage verhindert worden. „Hellers heiße Luft“ komme an. Er fasziniere die Massen und sei zugleich umstritten. Seine Karriere sei eine „schier unendliche Geschichte von Siegen und Sensationen, aber auch Krächen und Skandalen“. Beim Feuertheater in Lissabon sei „wegen des Gedränges Panik“ ausgebrochen, es habe im Chaos geendet. In Berlin wäre die Hälfte der Interessenten „schon vorher auf den Anmarschwegen“ stecken geblieben. Die Münchener Abendzeitung habe die „Kokelei vor dem Reichstag“ als „Flop des Jahres“ bezeichnet, das österreichische Nachrichtenmagazin Profil habe geschrieben: „Schmock around the Reichstag“. Heller wehre sich „gern mit Chuzpe und Überheblichkeit“, kanzele Kritiker als „Generäle der Banalität“ ab und sei laut Hans Jürgen Syberberg ein „verzweifelter Narziß“. Er habe „fanatische Freunde und frenetische Feinde“. Mindestens aber weckten seine Großveranstaltungen Zweifel, ob sie „nicht allzu leicht in einer Katastrophe enden“ könnten. Deshalb denke Heller daran, im „Wettlauf der Superlative“ nicht länger mitzurennen.
Nie wieder habe Heller ein solch großes Feuerwerk gestalten wollen. Drei Jahre später inszenierte er „ein ähnliches Spektakel“ auf dem Flughafen Tempelhof in Berlin, was erneut Hunderttausende begeisterte.
Im Jahr 2020 zeichnete der österreichische Bundespräsident Van der Bellen Heller mit dem Amadeus-Preis für sein Lebenswerk aus.